# Нітриліміди
Нітриліміди (рос. нитрилимиды, англ. nitrile imides, [nitrile imines]) — іліди зі структурою
RC≡N+–N––R ↔RC+=NN––R ↔RC– =N+=NR.
Нітрилові або нітрильні аміди є класом органічних сполук, що мають загальну функціональну групу з загальною структурою R-CN-NR, що відповідає кон'югатній основі аміну, зв'язаного з N-кінцем нітрилу. Домінантною структурою нітриліміну є схема 1 пропаргіл-подібної сполуки зі схемою 1 з С-N трипільною зв'язком і формальним позитивним зарядом на азот та двома одиночними парами і формальним негативним зарядом на кінцевому азоті. Інші структури мають меншу релевантність.
| {\displaystyle {\ce {H-\!{\equiv }}}{\color {Blue}{\ce {N+}}}\!{-}\!{\color {Red}{\ce {N-}}}\!{-}\!{\color {Red}{\ce {H}}}} 1 |  | {\displaystyle {\ce {H-\!{\equiv }N=N-H}}} 2 |  | {\displaystyle {\ce {H}}\!{-}\!{\color {Red}{\ce {C-}}}\!{=}{\color {Blue}{\ce {N+}}}\!{\ce {=N-H}}} 3 |  | {\displaystyle {\ce {H}}\!{-}\!{\color {Blue}{\ce {C+}}}\!{\ce {=N}}\!{-}\!{\color {Red}{\ce {N-}}}\!{\ce {-H}}} 4 |  | {\displaystyle {\ce {H-C{:}\!-N=N-H}}} 5 |

Спочатку нітриліміди спостерігалися при термічному розкладі 2-тетразолів, що вивільняють азот: 

| Scheme 2. Nitrilimine formation | \| \| \| \| \| \| \| \| | (6) |
|                                 |                         |     |
|                                 |                         |     |
Нітриліміни - це лінійні 1,3-диполі, представлені структурами 1 і 3. Основне застосування - в гетероциклічному синтезі. Внаслідок їх високої енергії вони зазвичай утворюються in situ як реакційноздатний проміжний продукт.